# Шоу Аманды
The Amanda Show — американское скетч-шоу, выходившее на телеканале Nickelodeon в 1999—2002 гг. Его автором и исполнительным продюсером был Дэн Шнайдер, в главной роли снималась Аманда Байнс как ведущая одноимённой телевизионной программы.